# Easy Cure
Easy Cure fue una banda británica de punk-rock y post-punk formada en Crawley, Sussex. La banda actuó junta desde la disolución de su grupo predecesor, Malice en 1976 hasta la salida de Porl Thompson y su reformación como The Cure en 1978.

## Historia
Robert Smith (a la guitarra), Porl Thompson (también a la guitarra), Michael Dempsey (al bajo) y Laurence Tolhurst (a la batería) comenzaron a tocar juntos en Malice, en 1976, tras la entrada de Porl y Lol en la formación. Tras la salida del cantante, Martin Creasy, tomaron el nuevo nombre de Easy Cure en enero de 1977, sacado de un tema escrito por Tolhurst.
En marzo de 1977, Easy Cure fichó un vocalista conocido exclusivamente como Gary X, quien fue reemplazado un mes más tarde por Peter O'Toole. Esta formación dio su primer concierto el 24 de abril en la sala del Saint Edward's, de, Crawley, Sussex. El 5 de mayo, Easy Cure realizó su primera actuación en un pub de Crawley llamado por aquel entonces The Rocket. El grupo realizaría muchas actuaciones en el pub durante los siguientes meses. El mismo mes de mayo, la banda grabó una maqueta en la casa de los padres de Robert, maqueta que ganaría, el 18 de mayo, un concurso de talentos de Ariola-Hansa Records, cuyo primer premio era un contrato de grabación.
En septiembre, Peter O’Toole dejó la banda para irse a Israel a vivir en un Kibbutz. Robert Smith asumió la voz en su lugar. Ha permanecido como el líder y vocalista de la banda desde entonces hasta la actualidad. El cuarteto de Robert, Porl, Michael y Laurence grabaron su primera demo de estudio como Easy Cure para Hansa en los Estudios SAV en Londres, entre octubre y noviembre de 1977.
Continuaron tocando de manera regular en Crawley (particularmente en The Rocket, St. Edward's, y Queen's Square) durante 1977 y 1978. El 19 de febrero de 1978 tuvieron teloneros por primera vez, en The Rocket, donde se les unió una banda de un pueblo cercano, Horley llamada Lockjaw, en la que tocaba el bajista Simon Gallup.
Hansa estaba insatisfecha con las demos del grupo, y no quería lanzar "Killing an Arab". El sello sugirió, en su lugar, la grabación de versiones. La banda se negó, llevando a la ruptura del contrato en marzo de 1978.
A pesar de que la banda nunca lanzó nada bajo el nombre de Easy Cure, sus demos han circulado desde hace algunos años y en 2004, la versión Deluxe del álbum de The Cure de 1979 Three Imaginary Boys fue lanzado con un disco extra de rarezas, incluyendo algunas demos y grabaciones en directo de Easy Cure de 1977 y 1978.
El 22 de abril de 1978, Easy Cure tocó su último concierto en el Aula Magna del Instituto Montefiore de Crawley antes de que Porl Thompson fuera echado de la formación por sus conflictos estilísticos con Smith. Smith tenía una forma cada vez más minimalista de componer, lo que no cuadraba con el estilo de tocar de Thompson El nuevo trío resultante acortó su nombre a The Cure.